# Idiops prescotti
Espèce
Idiops prescotti est une espèce d'araignées mygalomorphes de la famille des Idiopidae.

## Distribution
Cette espèce est endémique de Tanzanie.

## Publication originale
- Schenkel, 1937 : Beschreibungen einiger afrikanischer Spinnen und Fundortsangaben. Festschrift zum 60 Geburtstage von Professor Dr. Embrik Strand, Riga, vol. 3, p. 373-398.